# Władysław Skrzypek (partyzant)
Władysław Skrzypek, ps. „Orzeł”, „Grzybowski” (ur. 1914 w Łysakowie lub 1916, zm. 10 kwietnia 1944) – uczestnik wojny obronnej w 1939 r., członek Związku Młodzieży Wiejskiej RP „Wici” i Związku Walki Zbrojnej, żołnierz Armii Krajowej, dowódca brygady Armii Ludowej.

## Życiorys
Urodził się w wielodzietnej rodzinie chłopskiej. Przed 1939 rokiem odbył zasadniczą służbę wojskową, którą zakończył jako podoficer,  był też działaczem Związku Młodzieży Wiejskiej RP „Wici” w powiecie Kraśnik. W czasie agresji niemieckiej na Polskę w 1939 roku służył w 8 Pułku Piechoty Legionów w Lublinie. Po zakończeniu działań wojennych wrócił do domu, podobnie jak jego bracia Bronisław i Stefan. Jeszcze w 1939 roku został członkiem Związku Walki Zbrojnej a następnie Armii Krajowej, a po nawiązaniu kontaktu z aktywem Polskiej Partii robotniczej od kwietnia 1943 w GL. W czerwcu 1943 został dowódcą 80 osobowego oddziału partyzanckiego GL im. Bartosza Głowackiego operującego w południowej Lubelszczyźnie, który stanowił bazę szkoleniową i organizacyjną dla innych grup partyzanckich. Od sierpnia 1943 podlegały mu oddziały GL „Bogdana”, „Przepiórki”, „Błyskawicy”, „Armaty”, „Lemiszewskiego” i inne (od tego czasu używał pseudonimu „Grzybowski”). We wrześniu 1943 r. awansowany do stopnia podporucznika, w lutym 1944 r. do stopnia kapitana a następnie majora. Po odejściu z AK był prześladowany za zdradę organizacji.
Oddział „Orła” przeprowadził kilka akcji przeciw Niemcom, m.in. 21 sierpnia 1943 wykoleił pociąg wojskowy między m. Rzeczyca Ziemiańska a Zaklikowem, 18 września zniszczył urządzenia stacji kolejowej w Szastarce, w nocy z 5 na 6 października opanował osadę Modliborzyce, a 22 października uczestniczył jako jeden z dowódców GL w bitwie pod Kochanami, jednak głównym jego zadaniem była likwidacja członków polskiej konspiracji z AK i NSZ. W lipcu 1943 w miejscowości Baraki kilku gwardzistów "Grzybowskiego" powiesiło 4 członków patrolu NSZ, w tym Wacława Raka z Kraśnika i Mieczysława Pirona z Dąbrowicy. Także w lipcu z rąk grupy Skrzypka zginęli rolnik Kaczorowski z synem oraz kilku innych członków ZWZ-AK.
We wrześniu 1943 "Grzybowski" pisał do dowódcy Obwodu II GL Mikołaja Demko vel Mieczysława Moczara: zapewniłem wszystkich chłopców, że nasz sojusznik nam pomoże, czym tylko będzie mógł, aby ścierwo to [chodzi o polskie podziemie niepodległościowe] wytępić, równocześnie z okupantem. (...) Resztę dni września i październik – to miesiące całkowitej likwidacji band reakcyjnych na terenie naszego obwodu; (AAN, GL 191/XXII-2, k.58).
26 października 1943 Skrzypek został odkomenderowany do Sztabu Obwodu III GL, ale w grudniu 1943 mianowano go dowódcą 3. batalionu GL i awansowano na kapitana oraz odznaczono Orderem Krzyża Grunwaldu III klasy. Po reorganizacji na początku 1944 r. oddział „Grzybowskiego” wszedł w skład 1 Brygady AL im. Ziemi Lubelskiej, a Władysław Skrzypek rozkazem z 4 lutego 1944 r. został mianowany dowódcą Brygady.
W dniu 10 kwietnia 1944 roku furmanka, którą jechał Władysław Skrzypek do miejscowości Potok Wielki, została ostrzelana przez nieznanych sprawców. Okoliczności jego śmierci Edward Gronczewski opisał następująco: Gdy furmanka Grzybowskiego zbliżała się do miejsca spotkania, jadący na niej partyzanci zostali ostrzelani z zasadzki silnym ogniem broni ręcznej i maszynowej. Już któryś z pierwszych strzałów ciężko ranił Grzybowskiego w brzuch. Kula przeszyła go na wylot. (...) Współtowarzysze walki i podwładni Grzybowskiego mimo trudnej sytuacji wynieśli z pola walki swego dowódcę i szybko przewieźli do Rzeczycy Ziemiańskiej. Gdzie pomimo interwencji lekarza zmarł. Pochowano go na cmentarzu w Rzeczycy Ziemiańskiej. Pośmiertnie, 2 listopada 1944 roku został awansowany do stopnia podpułkownika.
Jego kuzynem był Stefan Skrzypek, ps. „Słowik”, przedwojenny starszy sierżant WP, partyzant ZWZ/AK i GL (istnieje teoria według której Stefan Skrzypek był uprzednio członkiem NSZ i z ich polecania wstąpił do GL w charakterze szpiega). Zginął zamordowany przez oddział AS NSZ rtm. Leonarda Zub-Zdanowicza ps. „Ząb” i Adama Godfingera Henryka Figuro-Podhorskiego ps. „Step” pod Borowem.

## Awanse
- porucznik – wrzesień 1943
- kapitan – luty 1944[a]
- major – marzec 1944[10]
- podpułkownik – 2 listopada 1944 (pośmiertnie)[7][2]

## Ordery i odznaczenia
- Order Krzyża Grunwaldu III klasy (25 grudnia 1943[11], pośmiertnie, 24 października 1947[12])